# (74184) 1998 RM39
(74184) 1998 RM39 – planetoida z pasa głównego asteroid okrążająca Słońce w ciągu 3,71 lat w średniej odległości 2,4 j.a. Odkryta 14 września 1998 roku.